# Sirk
Sirk (in ungherese Szirk) è un comune della Slovacchia facente parte del distretto di Revúca, nella regione di Banská Bystrica.